# 科雷馬灣

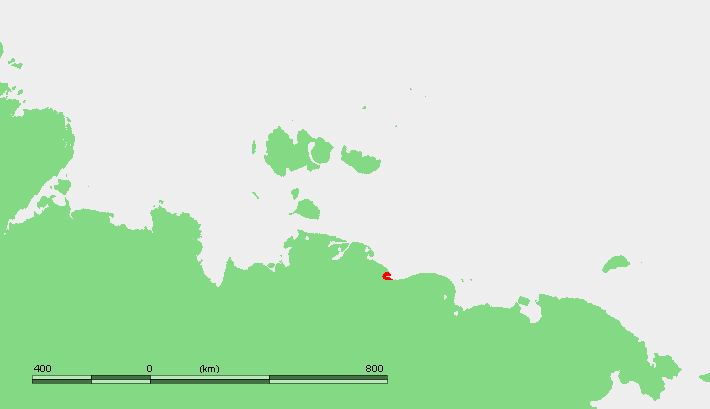

科雷馬灣是俄羅斯的海灣，是東西伯利亞海的主要海灣之一，位於因迪吉爾卡河口以東，由薩哈共和國負責管轄，該海灣長21公里、寬9公里，全年大部分時間結冰。

## 外部連結
- Location （页面存档备份，存于）
- Wetlands in Russia[永久]

71°00′N 153°00′E / 71.000°N 153.000°E